# Sisebut

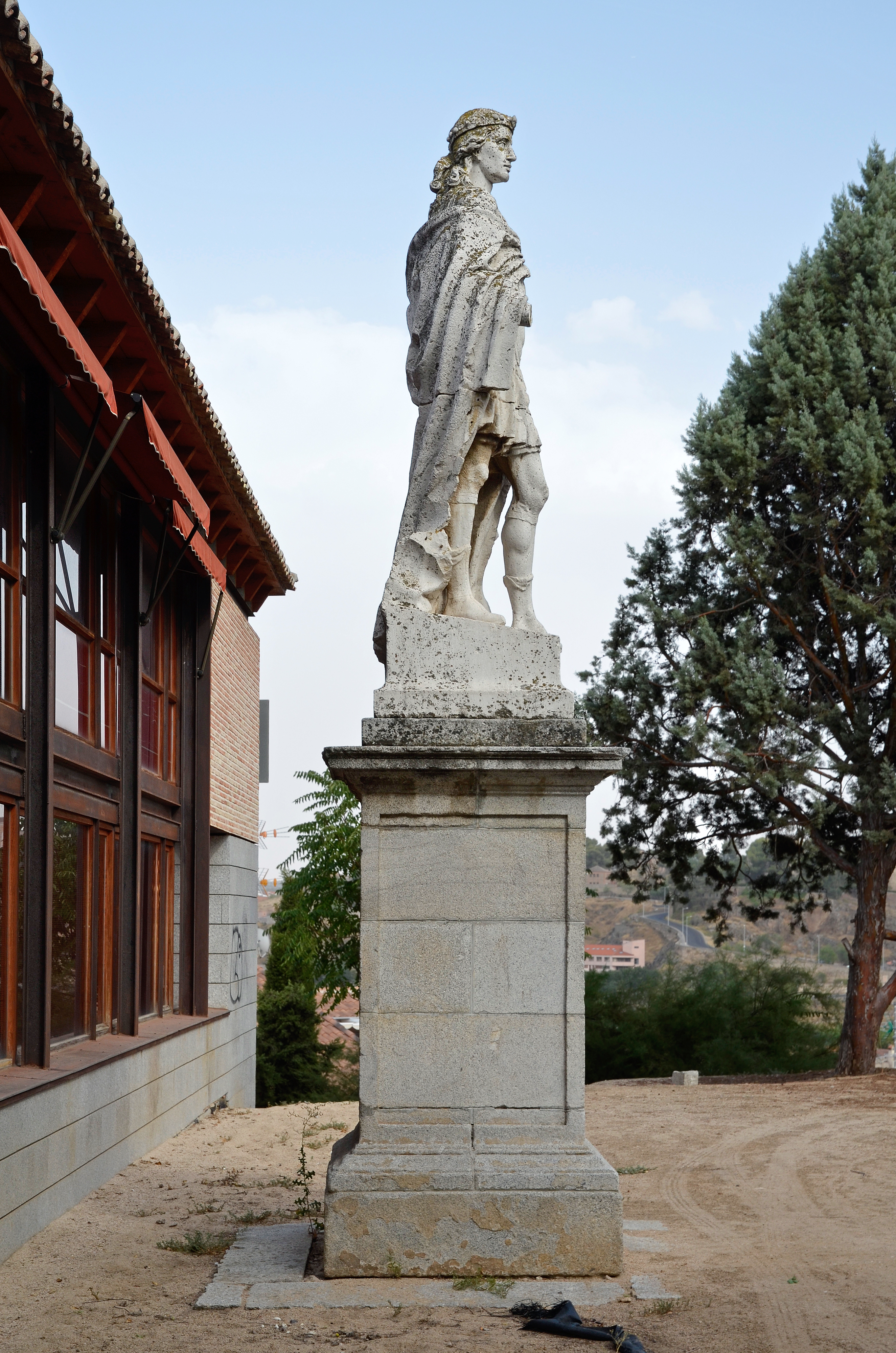
Standbeeld van Sisebut in Toledo.

Sisebut (of Sisebuth) (612 - 620/21) was koning over de Visigoten in wat nu Spanje is. Hij was succesvol in zijn strijd tegen de laatste steunpunten van het Byzantijnse Rijk in Spanje. De Gotische greep op Spanje werd versterkt door belangrijke delen van Noord-Spanje te onderwerpen, waaronder het gebied van de Basken. In zijn buitenlandse politiek zocht hij toenadering tot de Longobarden in Italië. De door zijn voorganger Leovigild opgerichte vloot werd door hem verder uitgebreid.
In zijn binnenlandse politiek werd Sisebuts regering gekarakteriseerd door het in de middeleeuwen zo bekende antisemitisme. In 616 werden alle Joden verplicht zich te bekeren tot het christendom.
Alarik I ·
Athaulf ·
Sigerik ·
Wallia ·
Theoderik I ·
Thorismund ·
Theoderik II ·
Eurik ·
Alarik II ·
Gesalic ·
Amalarik ·
Theudis ·
Theudigisel ·
Agila I ·
Athanagild ·
Liuva I ·
Leovigild ·
Reccared I ·
Liuva II ·
Witterik ·
Gundemar ·
Sisebut ·
Reccared II ·
Suintila ·
Sisenand ·
Chintila ·
Tulga ·
Chindaswinth ·
Recceswinth ·
Wamba ·
Erwig ·
Ergica ·
Wittiza ·
Roderik ·
Achila II ·
Ardon